# Promachus philipinus
Promachus philipinus là một loài ruồi trong họ Asilidae. Promachus philipinus được Ricardo miêu tả năm 1920. Loài này phân bố ở miền Ấn Độ - Mã Lai.